# Diecezja Sibu
Diecezja Sibu – rzymskokatolicka diecezja w Malezji. Powstała w 1986.

## Biskupi
- Dominic Su Haw Chiu (1986–2011)
- Joseph Hii Teck Kwong, od 2011